# 袁金璋
袁金璋（1904年—1968年），一作袁金章，男，宁夏中卫人，中华人民共和国政治人物，曾任宁夏回族自治区政协副主席，第三、四届全国政协委员。